# DeFabrique

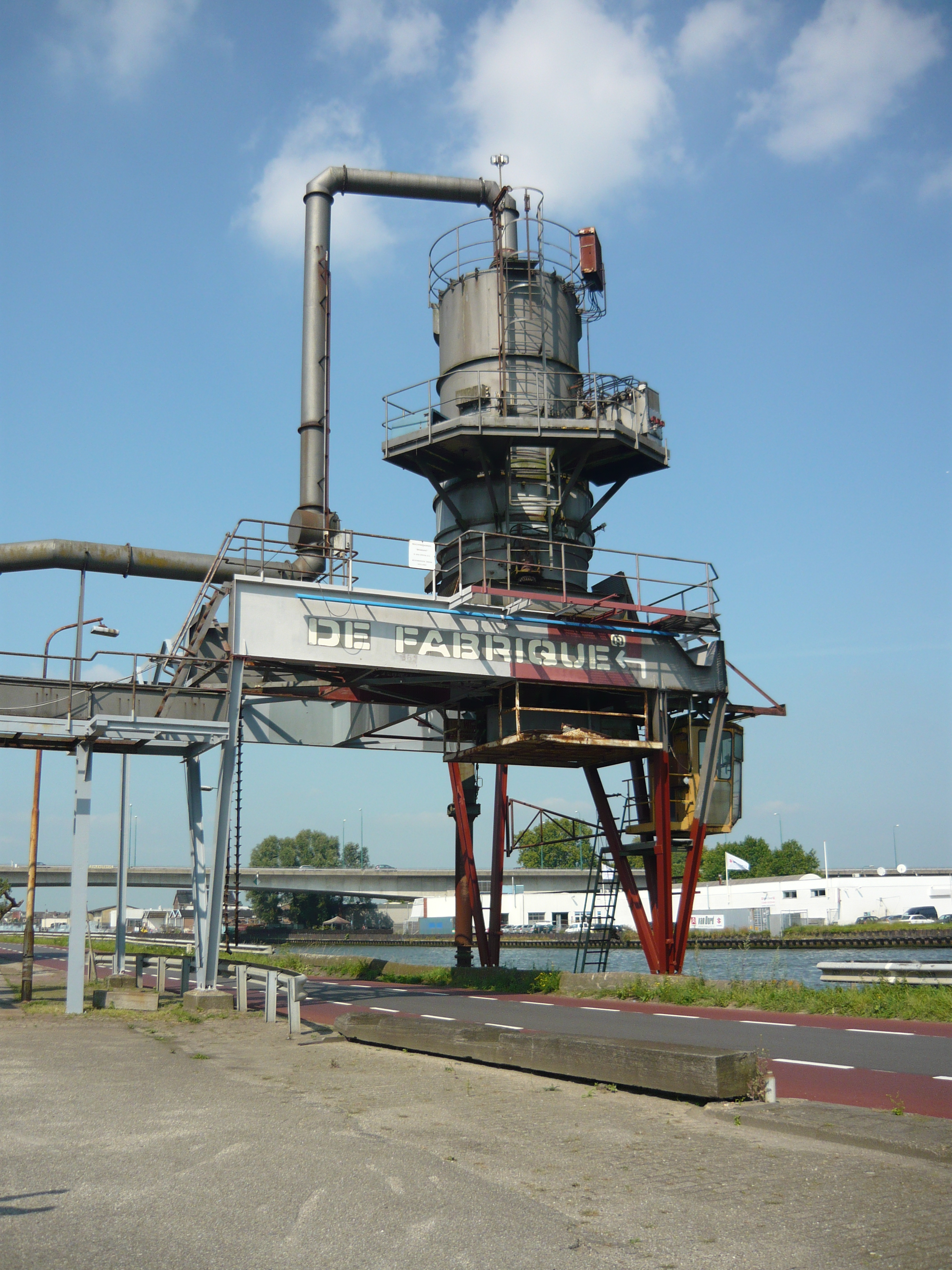

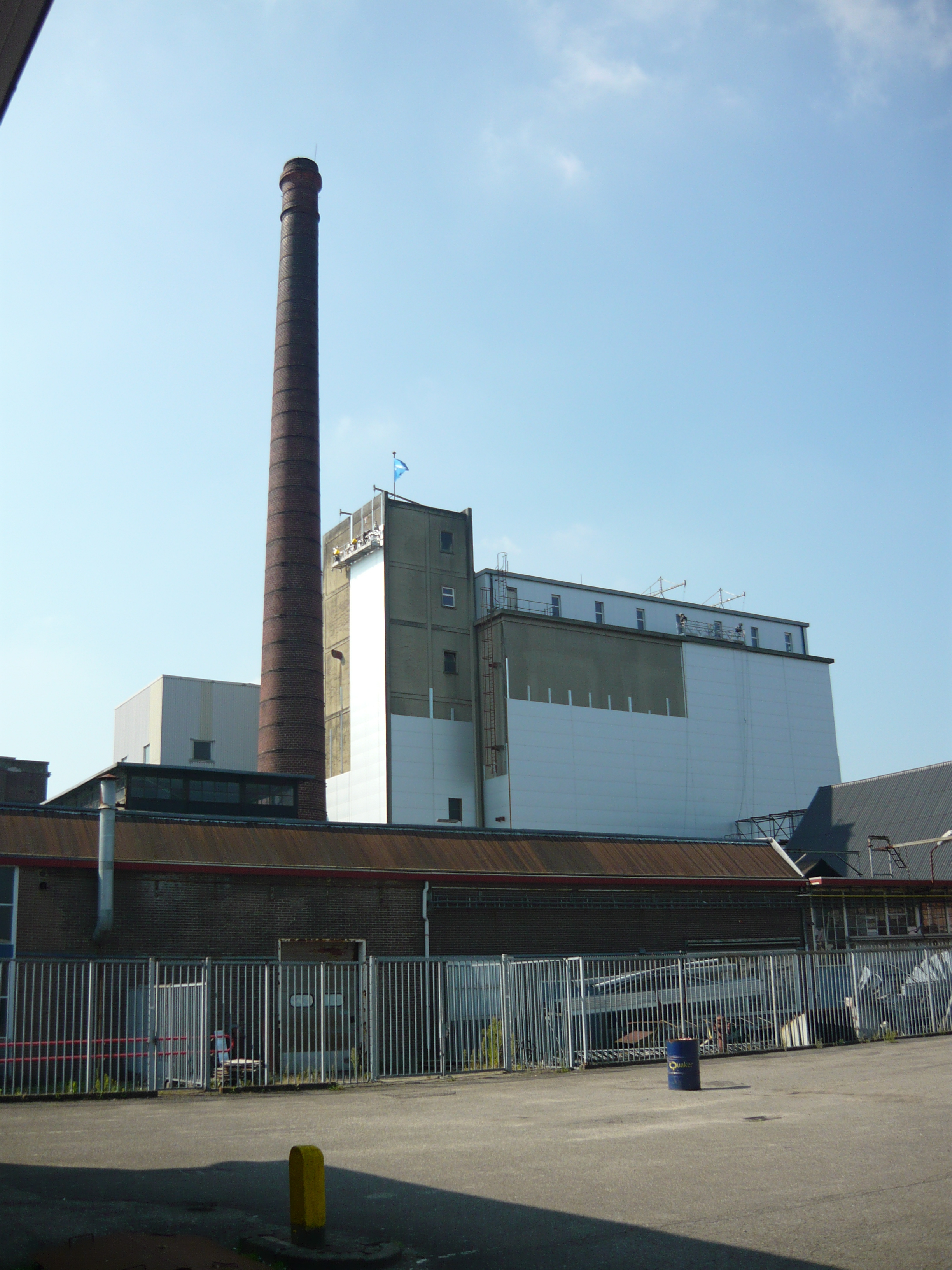

DeFabrique is een voormalig fabrieksterrein op bedrijventerrein Lage Weide in Utrecht. Eind jaren 90 van de twintigste eeuw werd het overgenomen door de familie van Eck. Zij verbouwden het tot een evenementenlocatie.

## De fabriek
De Fries Ulbe Twijnstra van U. Twijnstra's Oliefabriek N.V. heeft de fabriek in 1921 gebouwd als olieslagerij. In die tijd was het een moderne fabriek met opvallende elementen, zoals de grote ronde silo's. Die vormden de opslag van zaden. De fabriek zorgde voor veel werkgelegenheid. Door de Friese afkomst van de eigenaar waren het vooral Friezen die in de fabriek werkten. Hiervoor is in Maarssen een speciale wijk verrezen: de Friezenbuurt.
De fabriek staat tussen het vaarwater van het Amsterdam-Rijnkanaal en de spoorlijn Utrecht–Amsterdam in. Hierdoor was de olieslagerij goed te bereiken door zowel treinen als boten. Na de Tweede Wereldoorlog werd de fabriek omgebouwd om olie uit copra te kunnen halen. Copra is de gedroogde vrucht van de kokospalm. Hierdoor werd er nog een opvallend kenmerk toegevoegd aan de fabriek: een tentvormige opslagloods.

## Fusie
In 1962 werd besloten helemaal te stoppen met de fabricage van olie. Twijnstra ging zich toeleggen op de productie van mengvoeders. De granen die benodigd waren voor de productie werden opgeslagen in een hoge silo. Die silo is nu nog terug te zien op het terrein van DeFabrique. 
Twijnstra fuseerde in die jaren ook met Delfia mengvoeders uit Delft. Zij namen de bedrijfsnaam UTD aan. Die letters zijn te zien op de hoge silo's. De productie werd in de jaren 90 verhuisd naar Deventer. Daardoor kwamen de werkzaamheden in de fabriek stil te liggen en kwam het pand te koop.

## Nieuw leven
Vijf jaar lang heeft het fabrieksterrein te koop gestaan. De huidige eigenaar Jan van Eck kocht de fabriek in 1996. Lange tijd werd gesteggeld over de functie die het terrein moest krijgen. De eerste nieuwe functie werd een kartbaan (de KartFabrique).
Later werden ook vergaderingen, congressen en evenementen mogelijk op het terrein. Per jaar komen er meer dan 100.000 bezoekers naar DeFabrique. 
Sinds 17 december 2015 kunnen mensen hier ook proberen te ontsnappen uit een "gevangenis" genaamd Prison Island. Dit is een variant op de gewone escaperoom, waarbij opdrachten in cellen moeten worden gespeeld binnen een uur speeltijd. Dit Prison Island bevindt zich in de KartFabrique, boven de kartbaan.
In 2022 nam DeFabrique het in Duitsland gelegen familiepark Wunderland Kalkar over van de bekende Nederlandse ondernemer Hennie van der Most. Ook dit park is ontwikkeld in en om industrieel erfgoed, namelijk een oude kerncentrale.

## Trivia
- Tijdens verkiezingen worden speciale debatten van de NOS uitgezonden vanuit DeFabrique
- De jaarlijkse Boer zoekt Vrouw-feesten worden gehouden in DeFabrique
- Elk jaar strijkt het CDA neer op het Fabrique's terrein voor hun partijcongres
- Op 21 januari 2017, 11 november 2017 (YouTube) en 20 mei 2023 (SBS6) was DeFabrique het startpunt van de StukTV-serie Het Jachtseizoen